# ラズピパドン
ラズピパドン（英: Razpipadon、開発コード:CVL-871）は、認知症に関連するアパシーの治療を目的とした薬剤でドーパミン受容体アゴニストのこと 。

## 概要
ファイザーによって開発され、現在はセレベル・セラピューティクスによって開発が進められている。ラズピパドンは、ドーパミンD1およびD5受容体の選択的部分的アゴニストとして作用する 。投与経路は、経口投与。 2022年4月現在、認知症に関連するアパシーの適応で第Ⅱ相臨床試験中である。